# Motte de la Butte-au-Trésor
La motte de la Butte-au-Trésor est située au Saint en France.

## Localisation
La motte est située sur le territoire de la commune du Saint, au lieu-dit la Butte au Trésor, dans le département du Morbihan en région Bretagne.

## Historique
La motte est inscrite à l'inventaire général du patrimoine culturel.